# بروکهاون (جورجیا)
بروکهاون، جورجیا (به انگلیسی: Brookhaven, Georgia) یک شهر در ایالات متحده آمریکا با جمعیت ۴۹٬۰۰۰ نفر است که در شهرستان دیکلب، جورجیا واقع شده‌است.